# Parasalentinella rouchi
Parasalentinella rouchi is een vlokreeftensoort uit de familie van de Salentinellidae. De wetenschappelijke naam van de soort is voor het eerst geldig gepubliceerd in 1971 door Bou.